# Amo (álbum de Miguel Bosé)
Amo es el décimo noveno álbum de estudio publicado por el artista español Miguel Bosé, producido por la discográfica WEA y fue lanzado al mercado desde Madrid, España el 4 de noviembre de 2014; el primero de temas inéditos en cuatro años. "Encanto" fue seleccionado como el sencillo principal del álbum. El cantante menciona que este disco está influido por la paternidad (refiriéndose a su papel de padre de sus dos hijos) y también, durante la presentación del disco, dijo a la prensa:

"He llegado a preguntarme si alguna vez he estado realmente enamorado, porque con la paternidad se llega a la idea de que el amor de verdad está ahí y que todo lo demás han sido sucedáneos", afirmó.

## Antecedentes
Después de haber reconocido por La Academia Latina de la Grabación como Persona del Año 2013 por sus logros culturales, artísticos y su contribución filantrópica el 20 de noviembre de 2013 en el Mandalay Bay Convention Center de Las Vegas y haber cerrado su gira de Papitwo en Barcelona el 25 de noviembre, el cantante comienza a trabajar en su nueva producción discográfica junto con los productores Andrew Frampton y Andrés Levin
Amo no es precisamente el sentimiento expresado a una persona, “es la proyección del amor al saber, a lo que me supera, a lo que intuyo, lo que creo. Ese rasgo de identidad que ha heredado, multiplicado por diez, mi hijo Tadeo”, según comenta Bosé, por ello su carátula colorida que evoca conceptos de la biología marina, el mundo mineral, la aritmética y la literatura.
Este trabajo discográfico fue grabado entre Los Ángeles, Londres, Oslo y Madrid e incluye canciones desde con temática de protesta bailable «Sí se puede», hasta un nuevo homenaje a su padre «I miss your face».
Los formatos de lanzamiento de este álbum son en CD y en formato digital y a partir del 22 de septiembre de 2014 se podía solicitar de manera anticipada en iTunes.
El segundo sencillo que se desprende de este álbum es «Libre ya de amores»; Según el cantante: es una canción alegre y positiva que invita a curar las penas del alma y que habla sobre el periodo entre un amor y otro, de estar libre de temores, de volver a casa porque te va a caer la bronca o de preguntar de quién es ese perfume.
Para la promoción de este material discográfico, el cantautor inició en México la gira mundial Amo Tour, el 19 de mayo de 2015 en el Auditorio Nacional, con un concierto de más de dos horas y media de duración; para esta gira, se esmeró en la producción en cuanto a vestuario, luces, escenografía, coreografías y demás detalles. Para finales de junio del mismo año, Bosé presentó esta gira en la Plaza de Toros de Las Ventas de Madrid.

## Lista de canciones
| Amo   |                        |                |          |  |
| N.º   | Título                 | Escritor(es)   | Duración |  |
| 1.    | «Encanto»              | M. Grilli      | 4:10     |  |
| 2.    | «Libre ya de amores»   | M. Grilli      | 3:56     |  |
| 3.    | «Amo»                  | M. Grilli      | 4:36     |  |
| 4.    | «Solo sí»              | M. Grilli      | 4:07     |  |
| 5.    | «Tú mi salvación»      | F. Orti        | 4:38     |  |
| 6.    | «Sí se puede»          | M. Grilli      | 4:15     |  |
| 7.    | «Los amores divididos» |                | 5:33     |  |
| 8.    | «Respirar»             | M. Grilli      | 4:11     |  |
| 9.    | «Un nuevo día»         | M. Grilli      | 4:21     |  |
| 10.   | «I miss your face»     | A. De Gregorio | 3:24     |  |
| 11.   | «Domingo»              | M. Grilli      | 6:01     |  |
| 49:12 |                        |                |          |  |